# Fujisankei Communications Group
A Fujisankei Communications Group (フジサンケイグループ; Hepburn: Fuji Sankei Gurūpu) japán médiakonglomerátum, melyet Nobutaka Sikanai alapított. A vállalat 1991-ben 5 milliárd amerikai dolláros bevétellel a negyedik legnagyobb médiacég volt a világon, Japánban pedig a legnagyobb. Egy 2008-as átszervezés óta a Fujisankei Group részeként működő legtöbb cég a Fuji Media Holdings irányítása alá került át.
A vállalat az 1960-as években a kanagavai Hakone városában megalapította a Hakonei szabadtéri múzeumot, mely több, mint 1000 szobornak és festmények ad helyet, köztük Henry Moore, Constantin Brâncuși, Barbara Hepworth, Ogivara Rokuzan és Takamura Kótaró műveinek is.
A Fujisankei Communications 1989 októberében 2 millió amerikai dollárt fizetett Ronald Reagannek a cég népszerűsítésére. Reagan kilenc napig járta Japánt és közben két beszédet is adott.
A Fujisankei Communications 1991-ben 50 millió amerikai dollárból megalapította a Fujisankei California Entertainment filmvállalatot. A céget a Nankjoku monogatari és a Milo és Otis kalandjai című filmek producere, Kakutani Maszaru vezette.
A Fujisankei Communications International a Fujisankei Communications Group leányvállalata.

## Főbb leányvállalatai

### Fuji TV Group
- Fuji Television Network, Inc. (műsorszórás)[10]
- Satellite Service (műsorszórás)
- BS Fuji (Fuji Satellite Broadcasting Inc.)
- FujiLand, Inc.
- Kyodo Television, Ltd. (tartalomkészítés)
- Fuji Creative Corporation (tartalomkészítés)
- Fujiart, Inc. (tartalomkészítés)
- Happo Television, Inc. (tartalomkészítés)
- Fuji Lighting and Technology, Inc. (tartalomkészítés)
- Dinos, Inc.
- Fuji TV Flower Center
- Fujipacific Music, Inc. (filmzene-készítés)
- Fusosha Publishing, Inc. (kiadás)
- Fujimic, Inc. (kiadás)
- Fujisankei Communications International, Inc. (kiadás)

### Pony Canyon Group
- Pony Canyon, Inc. (filmzene-készítés)[10]

### Nippon Hoso Group
- Nippon Broadcasting System, Inc. (műsorszórás)[10]
- Nippon Broadcasting Projects, Inc. (kiadás)
- Fujisankei Agency (kiadás)

### Sankei Shimbun Group
- The Sankei Shimbun Co., Ltd. - Szankei Simbun és Szankei Sports
- Nihonkogyo Shimbun Company Limited - Fujisankei Business i
- Sankei Shimbun Kaihatsu, Inc. (Tokyo)
- Sankei Shimbun Kaihatsu, Inc. (Osaka)
- Sankei Advertising, Inc.
- Osaka Broadcasting Corporation

### Living Shimbun Group
- Sankei Living Shimbun Inc.
- Living Pro-Seed, Inc.

### Sankei Building Group
- Sankei Building Co., Ltd.

### Bunka Hoso Group
- Nippon Cultural Broadcasting, Inc.
- Japan Central Music Limited
- QR Center Inc.

### Közcélú vállalat-csoport
- Hakonei szabadtéri múzeum
- Ucukusi-ga-hara szabadtéri múzeum
- Ueno császári múzeum